# Margaux Pitarch Moros
Margarita Pitarch Moros, más conocida como Margaux (Burriana, Castellón, 6 de junio de 1985), es una deportista española de squash que ha competido a nivel europeo y mundial en torneos individuales y en equipo. Estudió periodismo en la Universidad Complutense de Madrid y ocupó el cargo de seleccionadora nacional de squash entre 2010 -2017. También dirigió el departamento de prensa y comunicación de la Real Federación Española de Squash durante el mismo tiempo.
Entrena en Londres y participa en torneos amateurs y profesionales. Ha participado en diferentes iniciativas para promover la participación de mujeres en este deporte como las sesiones Squash Girls Can de la England Squash Federation y el proyecto Mujer y Deporte del Consejo Superior de Deportes.

## Trayectoria
Comenzó a jugar a squash con 8 años en las instalaciones del Club Squash Castellón. Allí comenzó su andadura como deportista, junto otros jugadores que también destacarían tanto a nivel nacional como internacional: su hermana Chantal, Álex Garbí o Diego López. El primer torneo en el que participó fue en el campeonato de España sub-10 en 1994, donde finalizó tercera de España de dicha categoría. En la edición de 1995 se proclamó campeona de España tras vencer en la final a la alicantina Stela Carbonell, quien sería la principal rival y compañera de equipo en los años posteriores.
A partir de entonces compitió regularmente en el circuito nacional, obteniendo un total de 14 campeonatos de España en categorías junior. Y, poco después, en el circuito europeo de categorías inferiores, donde consiguió más de veinte títulos internacionales.
En 1998 formó parte, por primera vez, de la selección española junior, obteniendo la tercera plaza en el campeonato de Europa sub-16 por países. Desde entonces, fue integrante de la selección española junior un total de dieciséis veces, consiguiendo ser subcampeones de Europa por equipos en 1999 (Alemania) junto a Alberto Manso, Elizabeth Sadó, Borja Golán y Iago Cornes. A nivel individual, en 2003, logró el que sería su mejor resultado: el subcampeonato de Europa en Alemania. Ese mismo año participó en el campeonato del mundo sub-19 (Egipto) donde finalizó “second plate” individualmente, y el décimo puesto con el equipo español.
Durante su etapa junior fue número uno del ranking europeo en todas las categorías, además de llegar a las semifinales del campeonato más importante a nivel mundial, el British Junior Open. También compitió a nivel nacional en atletismo, ya que estudió secundaria en el colegio para deportistas CITD Diputación, Penyeta Roja.
En 2001, con 16 años,  formó parte por primera vez del equipo nacional femenino absoluto. Dieciséis veces fue seleccionada para competir tanto en campeonatos de Europa como en mundiales, junto a las mejores jugadoras españolas de estos años.
En el año 2000 fue deportista de élite por el Consejo Superior de Deporte.
En 2003 se desplazó a Madrid para entrenar con el seleccionador nacional e integrantes del equipo español, además de empezar os estudios universitarios. En 2004 logró su mejor puesto en el ranking mundial (PSA) gracias al proyecto “rising stars”. A partir de entonces, debido a la dificultad de compaginar estudios universitarios y competir en el circuito profesional, priorizó lo primero durante unos años.
En 2010 fue elegida seleccionadora nacional femenina, cargo que dejó en 2017 cuando esperaba su segundo hijo, y que en ciertas ocasiones compaginó con ser integrante del equipo nacional. Durante este tiempo dirigió al combinado español, absoluto y junior, en campeonatos de Europa y mundiales, así como en jornadas de entrenamiento y promoción del deporte femenino. El equipo español absoluto compitió en la primera división europea en diversas ocasiones (2011 y 2015) y consiguió igualar el mejor puesto conseguido por España en un mundial, vigésimo tercero, en 2016. Por su parte, los equipos juniors también consiguieron destacados resultados en esta etapa (véase tabla anexa).

## Palmarés
Ha ganado más de 20 títulos internacionales como los Open de Francia y Holanda y ha estado varias veces en el puesto número 1 del Ranking Europeo. En 2003 se alzó con la medalla en el campeonato europeo junior y la medalla runner up en el campeonato mundial. Con el equipo nacional de squash ha conseguido las metallas de plata y bronce. Entre 2001 y 2016 participó con el equipo nacional en competiciones europeas y mundiales, llegando a 4 finales en el campeonato nacional.
| Campeonatos de España Júnior |           |               |           |
| Año                          | Categoría | Clasificación | Lugar     |
| 1994                         | Sub-10    | Tercera       | Madrid    |
| 1995                         | Sub-10    | Campeona      | Barcelona |
| 1996                         | Sub-12    | Campeona      | Castellón |
| 1997                         | Sub-12    | Campeona      | Castellón |
| 1997                         | Sub-14    | Campeona      | Castellón |
| 1998                         | Sub-14    | Campeona      | Santiago  |
| 1998                         | Sub-16    | Campeona      | Madrid    |
| 1999                         | sub-15    | Campeona      | Barcelona |
| 1999                         | Sub-17    | Campeona      | Lugo      |
| 2000                         | Sub-17    | Campeona      | Vigo      |
| 2000                         | Sub-19    | Subcampeona   | Santiago  |
| 2001                         | Sub-17    | Campeona      | Elda      |
| 2001                         | Sub-19    | Campeona      | Madrid    |
| 2002                         | Sub-19    | Campeona      | Castellón |
| 2003                         | Sub-19    | Campeona      | Barcelona |
| 2004                         | Sub-19    | Campeona      | Santiago  |

| Circuito Internacional Júnior |           |          |             |               |
| Año                           | Categoría | Torneo   | Lugar       | Clasificación |
| 1996                          | sub-12    | Wycliffe | Gloucester  | Campeona      |
| 1996                          | sub-14    | Dutch    | Ámsterdam   | Sexta         |
| 1996                          | sub-12    | Spanish  | Barcelona   | Subcampeona   |
| 1996                          | sub-14    | Spanish  | Barcelona   | Campeona      |
| 1997                          | sub-14    | Spanish  | Madrid      | Campeona      |
| 1997                          | sub-15    | Scottish | Edimburgo   | Campeona      |
| 1998                          | sub-16    | Spanish  | Madrid      | Campeona      |
| 1998                          | sub-15    | Belgian  | Bruselas    | Campeona      |
| 1998                          | sub-15    | Scottish | Edimburgo   | Tercera       |
| 1999                          | sub-15    | Italian  | Parma       | Campeona      |
| 1999                          | sub-15    | French   | Estrasburgo | Campeona      |
| 1999                          | sub-15    | Spanish  | Madrid      | Campeona      |
| 1999                          | sub-15    | Belgian  | Amberes     | Campeona      |
| 1999                          | sub-15    | British  | Sheffield   | Campeona      |
| 1999                          | sub-15    | Dutch    | Ámsterdam   | Campeona      |
| 2000                          | sub-17    | Austrian | Viena       | Campeona      |
| 2000                          | sub-19    | Austrian | Viena       | Campeona      |
| 2000                          | sub-19    | Spanish  | Madrid      | Campeona      |
| 2000                          | sub-17    | Belgium  | Bruselas    | Campeona      |
| 2000                          | sub-17    | French   | Estrasburgo | Tercera       |
| 2001                          | sub-17    | French   | Estrasburgo | Campeona      |
| 2001                          | sub-17    | Dutch    | Amberes     | Quinta        |
| 2001                          | sub-19    | Spanish  | Madrid      | Campeona      |
| 2001                          | sub-19    | Belgian  | Amberes     | Tercera       |
| 2002                          | sub-17    | British  | Sheffield   | Décima        |
| 2002                          | sub-19    | French   | Estrasburgo | Subcampeona   |
| 2002                          | sub-19    | Dutch    | Ámsterdam   | Subcampeona   |
| 2002                          | sub-19    | Begian   | Bruselas    | Campeona      |
| 2002                          | sub-19    | Swiss    | Ginebra     | Tercera       |
| 2003                          | sub-19    | French   | Marsella    | Tercera       |
| 2003                          | sub-19    | Dutch    | Ámsterdam   | Novena        |
| 2003                          | sub-19    | Spanish  | Madrid      | Campeona      |
| 2003                          | sub-19    | Belgian  | Herentals   | Subcampeona   |
| 2004                          | sub-19    | British  | Sheffield   | Semifinalista |
| 2004                          | sub-19    | French   | Marsella    | Campeona      |

| Campeonatos con la selección española junior |           |                |                    |           |
| Año                                          | Categoría | Clasificación  | Evento             | Lugar     |
| 1998                                         | sub-16    | Terceros       | Europeo equipos    | Alemania  |
| 1999                                         | sub-17    | Semifinalistas | Europeo equipos    | Bélgica   |
| 2000                                         | sub-17    | Semifinalistas | Europeo equipos    | Finlandia |
| 2000                                         | sub-19    | Subcampeones   | Europeo equipos    | Alemania  |
| 2000                                         | sub-19    | Decimoséptima  | Europeo individual | Alemania  |
| 2001                                         | sub-19    | Semifinalistas | Europeo equipos    | Bélgica   |
| 2001                                         | sub-19    | Quinta         | Europeo individual | Bélgica   |
| 2001                                         | sub-17    | Quintos        | Europeo equipos    | Suecia    |
| 2002                                         | sub-19    | Décimos        | Europeo equipos    | Francia   |
| 2002                                         | sub-19    | Séptima        | Europeo individual | Francia   |
| 2002                                         | sub-17    | Quintos        | Europeo equipos    | Alemania  |
| 2003                                         | sub-19    | Subcampeona    | Europeo individual | Alemania  |
| 2003                                         | Sub-19    | 2nd plate      | Mundial Individual | Egipto    |
| 2003                                         | Sub-19    | Décimas        | Mundial equipos    | Egipto    |
| 2004                                         | Sub-19    | Sexta          | Europeo individual | Bélgica   |
| 2004                                         | sub-19    | Décio cuartos  | Europeo equipos    | Bélgica   |

| Campeonatos de España Absoluto |               |            |
| Año                            | Clasificación | Lugar      |
| 2001                           | Subcampeona   | Vitoria    |
| 2002                           | Subcampeona   | Mallorca   |
| 2003                           | Tercera       | Fuengirola |
| 2004                           | Subcampeona   | Santiago   |
| 2005                           | Tercera       | Mallorca   |
| 2006                           | Tercera       | Madrid     |
| 2007                           | Semifinales   | Gijón      |
| 2009                           | Tercera       | Valencia   |
| 2010                           | Subcampeona   | Valencia   |
| 2013                           | Tercera       | Valencia   |
| 2014                           | Tercera       | Santiago   |

| Campeonatos con la selección española absoluta |                    |                  |            |
| Año                                            | Evento             | Clasificación    | Lugar      |
| 2001                                           | Europeo equipos    | Sextas           | Holanda    |
| 2002                                           | Europeo equipos    | Novenas          | Alemania   |
| 2002                                           | Mundial equipos    | Decimocuartas    | Dinamarca  |
| 2003                                           | Europeo equipos    | Decimoprimeras   | Inglaterra |
| 2004                                           | Europeo equipos    | Novenas          | Francia    |
| 2005                                           | Europeo equipos    | Novenas          | Holanda    |
| 2006                                           | Mundial equipos    | Decimoquintas    | Canadá     |
| 2008                                           | Europeo individual | Decimosegunda    | Eslovaquia |
| 2009                                           | Europeo equipos    | Décimas          | Suecia     |
| 2010                                           | Europeo equipos    | Octavas          | Francia    |
| 2010                                           | Europeo individual | Vigésimo primera | Alemania   |
| 2013                                           | Europeo individual | Bronce 2div      | Holanda    |
| 2014                                           | Europeo equipos    | Plata 2div       | Italia     |
| 2014                                           | Mundial equipos    | Décimoséptimas   | Canadá     |
| 2015                                           | Europeo equipos    | Octavas          | Dinamarca  |
| 2016                                           | Europeo equipos    | Plata 2div       | Polonia    |

| Campeonatos como seleccionadora |           |                           |             |                   |
| Año                             | Categoría | Evento                    | Lugar       | Clasificación     |
| 2010                            | Absoluta  | Europeo equipos           | Francia     | Octavas           |
| 2011                            | Absoluta  | Europeo equipos           | Finlandia   | Séptimas          |
| 2011                            | Junior    | Europeo equipos sub-17    | Alemania    | Decimosegundos    |
| 2011                            | Junior    | Europeo equipos sub-15    | Alemania    | Séptimos          |
| 2012                            | Absoluta  | Europeo equipos           | Alemania    | Bronce 2div       |
| 2012                            | Junior    | Europeo equipos sub-15    | Finlandia   | Bronce 2div       |
| 2012                            | Junior    | Europeo equipos sub-17    | Finlandia   | Séptimos          |
| 2012                            | Absoluta  | Mundial equipos           | Francia     | Vigésimo terceras |
| 2013                            | Absoluta  | Europeo equipos           | Holanda     | Bronce 2div       |
| 2013                            | Junior    | Europeo equipos sub-15    | España      | Novenos           |
| 2013                            | Junior    | Europeo equipos sub-17    | España      | Bronce            |
| 2014                            | Junior    | Europeo individual sub-19 | Finlandia   |                   |
| 2014                            | Absoluta  | Europeo equipos           | Italia      | Plata 2div        |
| 2014                            | Junior    | Europeo equipos sub-15    | Rep. Checha | Quintos           |
| 2014                            | Junior    | Europeo equipos sub-17    | Rep. Checha | Quintos           |
| 2014                            | Absoluta  | Mundial equipos           | Canadá      | Decimoséptimas    |
| 2015                            | Absoluta  | Europeo equipos           | Dinamarca   | Séptimas          |
| 2016                            | Absoluta  | Europeo equipos           | Polonia     | Plata 2div        |
| 2016                            | Absoluta  | Mundial equipos           | Francia     | Deécimo terceras* |

| Circuito Professional Squash Association (PSA) |               |                       |
| 2003                                           | Barcelona     | Cuartos               |
| 2004                                           | Tenerife      | Fase de clasificación |
| 2013                                           | Bexley        | 2.ª ronda             |
| 2013                                           | Wimbledon     | Semis                 |
| 2013                                           | Surrey        | Cuartos               |
| 2014                                           | Wimbledon     | Semis                 |
| 2015                                           | Wimbledon     | Cuartos               |
| 2015                                           | Charing Cross | Cuartos               |
| 2016                                           | Dulwich       | Semis                 |
| 2018                                           | Dulwich       | Semis                 |
| 2018                                           | Ipswich       | Fase de clasificación |
| 2018                                           | Charing Cross | Semis                 |
| 2018                                           | London        | 1a ronda              |

| Torneos disputados en Inglaterra |                                 |            |                |
| Año                              | Evento                          | Lugar      | Clasificación  |
| 2010                             | PSLeague W/ Surrey              | Exeter     |                |
| 2010                             | PSLeague W/ Surrey              | Bristol    |                |
| 2014                             | Middlesex County Clossed        | London     | Campeona       |
| 2014                             | Intercounty                     | Oxford     |                |
| 2015                             | Middlesex County Clossed        | London     | Campeona       |
| 2016                             | Middlesex County Clossed        | London     | Campeona       |
| 2016                             | Intercounty                     | Nottingham | Semifinalistas |
| 2017                             | Intercounty                     | Crowthorne | Clasificadas   |
| 2018                             | Intercounty                     | Cambridge  | Clasificadas   |
| 2018                             | Nacional de clubes (Roehampton) | Birmingham | Semifinalistas |
| 2018                             | Middlesex County Clossed        | London     | Subcampeona    |
| 2019                             | Intercounty                     | Nottingham | Quintas        |
| 2019                             | Queen's Cup League (Roehampton) | London     | Campeonas      |